# 얼굴 우편마크
얼굴 우편마크(일본어: 顔郵便マーク 카오유우빈마아쿠[*], postal mark face 〠)는 일본 우정성이 우편 사업에 사용하던 기호이다. 우정성 내부에서 뭐라고 불렀는지 정식 명칭은 불명이다.
얼굴 우편마크는 1968년 7월 1일 우편번호 도입으로 제정되었다. 그 이전부터 존재하던 우편기호(〒)를 모자와 코에 비유하고 눈과 속눈썹, 입 등 얼굴의 구성요소를 추가한 디자인으로 되어 있다. 유니코드 번호는 U+3020이다.
우편마크를 얼굴삼고 엽서를 몸통 삼아 팔다리를 그려놓은 것(예시)을 넘버군(ナンバー君)이라고 부르기도 했다.

## 같이 보기
- 한중일 기호 및 구두점